# Чемпіонат України із шахів 2016
85-й чемпіонат України із шахів, що проходив з 5 по 17 грудня 2016 року в Рівному у міському будинку культури (вул. Соборна, 3д). 

Категорія турніру — XIV (середній рейтинг — 2596,3).

Головний суддя турніру, міжнародний арбітр — Товчига Олег Григорович.

## Регламент турніру
Змагання проводилися за коловою системою в 11 турів.

### Розклад змагань
| - церемонія відкриття турніру та жеребкування — 5 грудня (понеділок, початок 18-00) - 1 тур — 6 грудня (вівторок, початок партій 15-00) - 2 тур — 7 грудня (середа, 15-00) - 3 тур — 8 грудня (четвер, 15-00) - 4 тур — 9 грудня (п'ятниця, 15-00) - 5 тур — 10 грудня (субота, 15-00) - 6 тур — 11 грудня (неділя, 15-00) | - вихідний день — 12 грудня (понеділок) - 7 тур — 13 грудня (вівторок, 15-00) - 8 тур — 14 грудня (середа, 15-00) - 9 тур — 15 грудня (четвер, 15-00) - 10 тур — 16 грудня (п'ятниця,15-00) - 11 тур — 17 грудня (субота, 12-00) - церемонія закриття турніру — 17 грудня (субота, 18-15) |

### Контроль часу
- 90 хвилин на перші 40 ходів плюс 30 хвилин до закінчення партії кожному учаснику з додаванням 30 секунд за кожен зроблений хід, починаючи з першого. Дозволений час спізнення на партію — 15 хвилин з часу початку туру.

### Критерії розподілу місць
Місця визначалися за кількістю набраних очок. У разі рівності очок у двох або більше учасників місця визначаються (у порядку пріоритетів) за наступними додатковими показниками:
- 1. Коефіцієнт Зоннеберга-Бергера;
- 2. Результат особистої зустрічі;
- 3. Кількість виграних партій;
- 4. Плей-офф.

## Учасники змагань
До участі у фінальній частині чемпіонату України із шахів 2016 року були запрошені 12 шахістів, зокрема:
- чемпіон України 2015 року Андрій Волокитін (рейтинг ФІДЕ на 1 вересня 2016 р.[3]  — 2647);
- п'ять шахістів з найвищим рейтингом ФІДЕ станом на 1 вересня 2016 року, які підтвердили свою участь, а саме: Антон Коробов (2675), Олександр Арещенко (2665), Захар Єфименко (2661), Олександр Моїсеєнко (2648) та Мартин Кравців (2636).
- шахісти, які посіли перші п'ять місць у півфінальному турнірі чемпіонату України[4][5], що проходив з 3 по 15 жовтня 2016 року в Омельнику біля Кременчука за участі 92 шахістів, а саме: Михайло Олексієнко, Олексій Соловчук, Олександр Ковчан, 17-річний Євген Штембуляк та 18-річний Владислав Бахмацький.
- номінація президента ФШУ : чемпіон України 2014 року Юрій Кузубов.

З різних причин не змогли взяти участь у чемпіонаті чотири найрейтинговіші шахісти України, зокрема: Павло Ельянов (2762), Василь Іванчук (2747), Руслан Пономарьов (2709) та Юрій Криворучко (2699).

### Склад учасників
| - Антон Коробов (Харків, 2692) — 48 (5-е в Україні) - Олександр Арещенко (Львів, 2678) — 64 (6) - Олександр Моїсеєнко (Харків, 2657) — 100 (7) - Юрій Кузубов (Львів, 2651) — 109 (8) - Захар Єфіменко (Мукачево, 2651) — 110 (9) - Андрій Волокитін (Львів, 2649) — 112 (10) | - Мартин Кравців (Львів, 2645) — 125 (11) - Михайло Олексієнко (Львів, 2615) — 196 (16) - Олександр Ковчан (Харків, 2585) — 296 (25) - Євген Штембуляк (Чорноморськ, 2478) — 966 (56) - Владислав Бахмацький (Харків, 2446) — 1358 (74) - Олексій Соловчук (Полтава, 2409) — 2024 (98) |

жирним — місце в рейтингу Ело станом на грудень 2016 року.

## Рух за турами
| 1-й тур 6.12.2016 року   | 1-й тур 6.12.2016 року | 1-й тур 6.12.2016 року | 1-й тур 6.12.2016 року | 1-й тур 6.12.2016 року |
| ------------------------ | ---------------------- | ---------------------- | ---------------------- | ---------------------- |
| Ковчан                   | 0                      | 0:1                    | 0                      | Коробов                |
| Арещенко                 | 0                      | ½:½                    | 0                      | Кузубов                |
| Олексієнко               | 0                      | 1:0                    | 0                      | Моїсенко               |
| Соловчук                 | 0                      | 0:1                    | 0                      | Штембуляк              |
| Єфіменко                 | 0                      | 1:0                    | 0                      | Бахмацький             |
| Кравців                  | 0                      | ½:½                    | 0                      | Волокітін              |
| 4-й тур 9.12.2016 року   |                        |                        |                        |                        |
| Коробов                  | 2½                     | 1:0                    | ½                      | Бахмацький             |
| Штембуляк                | 1½                     | 0:1                    | 1½                     | Волокитін              |
| Моїсеєнко                | 1½                     | ½:½                    | 2                      | Кравців                |
| Кузубов                  | 1                      | 1:0                    | 2                      | Єфіменко               |
| Ковчан                   | 1                      | 1:0                    | ½                      | Соловчук               |
| Арещенко                 | 1½                     | ½:½                    | 2½                     | Олексієнко             |
| 7-й тур 13.12.2016 року  |                        |                        |                        |                        |
| Соловчук                 | ½                      | ½:½                    | 5                      | Коробов                |
| Єфіменко                 | 2½                     | ½:½                    | 4                      | Олексієнко             |
| Кравців                  | 4                      | ½:½                    | 3½                     | Арещенко               |
| Волокитін                | 4                      | 1:0                    | 3                      | Ковчан                 |
| Бахмацький               | ½                      | ½:½                    | 2½                     | Кузубов                |
| Штембуляк                | 3                      | 0:1                    | 3½                     | Моїсеєнко              |
| 10-й тур 16.12.2016 року |                        |                        |                        |                        |
| Коробов                  | 6                      | ½:½                    | 4                      | Кузубов                |
| Ковчан                   | 4                      | ½:½                    | 6                      | Моїсеєнко              |
| Арещенко                 | 5                      | 1:0                    | 3½                     | Штембуляк              |
| Олексієнко               | 6½                     | 1:0                    | 2½                     | Бахмацький             |
| Соловчук                 | 1                      | 0:1                    | 5                      | Волокитін              |
| Єфіменко                 | 5                      | ½:½                    | 5½                     | Кравців                |

| 2-й тур 7.12.2016 року   | 2-й тур 7.12.2016 року | 2-й тур 7.12.2016 року | 2-й тур 7.12.2016 року | 2-й тур 7.12.2016 року |
| ------------------------ | ---------------------- | ---------------------- | ---------------------- | ---------------------- |
| Коробов                  | 1                      | 1:0                    | ½                      | Волокитін              |
| Бахмацький               | 0                      | ½:½                    | ½                      | Кравців                |
| Штембуляк                | 1                      | ½:½                    | 1                      | Єфіменко               |
| Моїсеєнко                | 0                      | 1:0                    | 0                      | Соловчук               |
| Кузубов                  | ½                      | 0:1                    | 1                      | Олексієнко             |
| Ковчан                   | 0                      | ½:½                    | ½                      | Арещенко               |
| 5-й тур 10.12.2016 року  |                        |                        |                        |                        |
| Олексієнко               | 3                      | 0:1                    | 3½                     | Коробов                |
| Соловчук                 | ½                      | 0:1                    | 2                      | Арещенко               |
| Єфіменко                 | 2                      | 0:1                    | 2                      | Ковчан                 |
| Кравців                  | 2½                     | ½:½                    | 2                      | Кузубов                |
| Волокитін                | 2½                     | ½:½                    | 2                      | Моїсеєнко              |
| Бахмацький               | ½                      | 0:1                    | 1½                     | Штембуляк              |
| 8-й тур 14.12.2016 року  |                        |                        |                        |                        |
| Коробов                  | 5½                     | ½:½                    | 4½                     | Моїсеєнко              |
| Кузубов                  | 3                      | 1:0                    | 3                      | Штембуляк              |
| Ковчан                   | 3                      | ½:½                    | 1                      | Бахмацький             |
| Арещенко                 | 4                      | 1:0                    | 5                      | Волокитін              |
| Олексієнко               | 4½                     | 1:0                    | 4½                     | Кравців                |
| Соловчук                 | 1                      | 0:1                    | 3                      | Єфіменко               |
| 11-й тур 17.12.2016 року |                        |                        |                        |                        |
| Кравців                  | 6                      | ½:½                    | 6½                     | Коробов                |
| Волокитін                | 6                      | ½:½                    | 5½                     | Єфіменко               |
| Бахмацький               | 2½                     | ½:½                    | 1                      | Соловчук               |
| Штембуляк                | 3½                     | ½:½                    | 7½                     | Олексієнко             |
| Моїсеєнко                | 6½                     | ½:½                    | 6                      | Арещенко               |
| Кузубов                  | 4½                     | 1:0                    | 4½                     | Ковчан                 |

| 3-й тур 8.12.2016 року  | 3-й тур 8.12.2016 року | 3-й тур 8.12.2016 року | 3-й тур 8.12.2016 року | 3-й тур 8.12.2016 року |
| ----------------------- | ---------------------- | ---------------------- | ---------------------- | ---------------------- |
| Арещенко                | 1                      | ½:½                    | 2                      | Коробов                |
| Олексієнко              | 2                      | ½:½                    | ½                      | Ковчан                 |
| Соловчук                | 0                      | ½:½                    | ½                      | Кузубов                |
| Єфіменко                | 1½                     | ½:½                    | 1                      | Моїсеєнко              |
| Кравців                 | 1                      | 1:0                    | 1½                     | Штембуляк              |
| Волокитін               | ½                      | 1:0                    | ½                      | Бахмацький             |
| 6-й тур 11.12.2016 року |                        |                        |                        |                        |
| Коробов                 | 4½                     | ½:½                    | 2½                     | Штембуляк              |
| Моїсеєнко               | 2½                     | 1:0                    | ½                      | Бахмацький             |
| Кузубов                 | 2½                     | 0:1                    | 3                      | Волокитін              |
| Ковчан                  | 3                      | 0:1                    | 3                      | Кравців                |
| Арещенко                | 3                      | ½:½                    | 2                      | Єфіменко               |
| Олексієнко              | 3                      | 1:0                    | ½                      | Соловчук               |
| 9-й тур 15.12.2016 року |                        |                        |                        |                        |
| Єфіменко                | 4                      | 1:0                    | 6                      | Коробов                |
| Кравців                 | 4½                     | 1:0                    | 1                      | Соловчук               |
| Волокитін               | 5                      | 0:1                    | 5½                     | Олексієнко             |
| Бахмацький              | 1½                     | 1:0                    | 5                      | Арещенко               |
| Штембуляк               | 3                      | ½:½                    | 3½                     | Ковчан                 |
| Моїсеєнко               | 5                      | 1:0                    | 4                      | Кузубов                |
| Фінальний результат     |                        |                        |                        |                        |
| Олексієнко              | 8                      |                        | 6                      | Єфіменко               |
| Коробов                 | 7                      |                        | 5½                     | Кузубов                |
| Моїсеєнко               | 7                      |                        | 4½                     | Ковчан                 |
| Арещенко                | 6½                     |                        | 4                      | Штембуляк              |
| Кравців                 | 6½                     |                        | 3                      | Бахмацький             |
| Волокитін               | 6½                     |                        | 1½                     | Соловчук               |

## Турнірна таблиця
| №  | Учасник              | Місто       | Рейтинг | 1 | 2 | 3 | 4 | 5 | 6 | 7 | 8 | 9 | 10 | 11 | 12 |  | + | − | = | Очки | Місце  | SB    | Перфоменс | +/- |
| -- | -------------------- | ----------- | ------- | - | - | - | - | - | - | - | - | - | -- | -- | -- |  | - | - | - | ---- | ------ | ----- | --------- | --- |
| 1  | Олександр Ковчан     | Харків      | 2585    |   | ½ | ½ | 1 | 1 | 0 | 0 | ½ | ½ | ½  | 0  | 0  |  | 2 | 4 | 5 | 4½   | 9      | 21.75 |           | -8  |
| 2  | Олександр Арещенко   | Львів       | 2678    | ½ |   | ½ | 1 | ½ | ½ | 1 | 0 | 1 | ½  | ½  | ½  |  | 3 | 1 | 7 | 6½   | 4      | 34.25 |           | -3  |
| 3  | Михайло Олексієнко   | Львів       | 2615    | ½ | ½ |   | 1 | ½ | 1 | 1 | 1 | ½ | 1  | 1  | 0  |  | 6 | 1 | 4 | 8    | Gold   | 40.50 |           | +23 |
| 4  | Олексій Соловчук     | Полтава     | 2409    | 0 | 0 | 0 |   | 0 | 0 | 0 | ½ | 0 | 0  | ½  | ½  |  | 0 | 8 | 3 | 1½   | 12     | 7.75  |           | -12 |
| 5  | Захар Єфіменко       | Мукачево    | 2651    | 0 | ½ | ½ | 1 |   | ½ | ½ | 1 | ½ | ½  | 0  | 1  |  | 3 | 2 | 6 | 6    | 7      | 30.75 |           | -3  |
| 6  | Мартин Кравців       | Львів       | 2645    | 1 | ½ | 0 | 1 | ½ |   | ½ | ½ | 1 | ½  | ½  | ½  |  | 3 | 1 | 7 | 6½   | 5      | 30.75 |           | +3  |
| 7  | Андрій Волокитін     | Львів       | 2649    | 1 | 0 | 0 | 1 | ½ | ½ |   | 1 | 1 | ½  | 1  | 0  |  | 5 | 3 | 3 | 6½   | 6      | 28.25 |           | +2  |
| 8  | Владислав Бахмацький | Харків      | 2446    | ½ | 1 | 0 | ½ | 0 | ½ | 0 |   | 0 | 0  | ½  | 0  |  | 1 | 6 | 4 | 3    | 11     | 15.50 |           | -2  |
| 9  | Євген Штембуляк      | Чорноморськ | 2478    | ½ | 0 | ½ | 1 | ½ | 0 | 0 | 1 |   | 0  | 0  | ½  |  | 2 | 5 | 4 | 4    | 10     | 17.25 |           | +4  |
| 10 | Олександр Моїсеєнко  | Харків      | 2657    | ½ | ½ | 0 | 1 | ½ | ½ | ½ | 1 | 1 |    | 1  | ½  |  | 4 | 1 | 6 | 7    | Bronze | 32.50 |           | +6  |
| 11 | Юрій Кузубов         | Львів       | 2651    | 1 | ½ | 0 | ½ | 1 | ½ | 0 | ½ | 1 | 0  |    | ½  |  | 3 | 3 | 5 | 5½   | 8      | 26.75 |           | -8  |
| 12 | Антон Коробов        | Харків      | 2692    | 1 | ½ | 1 | ½ | 0 | ½ | 1 | 1 | ½ | ½  | ½  |    |  | 4 | 1 | 6 | 7    | Silver | 37.50 |           | 0   |

## Підсумкова таблиця
| Місце  | Учасник              | Місто       | Рейтинг |  | + | − | = | Очки | SB    |
| ------ | -------------------- | ----------- | ------- |  | - | - | - | ---- | ----- |
| Gold   | Михайло Олексієнко   | Львів       | 2615    |  | 6 | 1 | 4 | 8    |       |
| Silver | Антон Коробов        | Харків      | 2692    |  | 4 | 1 | 6 | 7    | 37.50 |
| Bronze | Олександр Моїсеєнко  | Харків      | 2657    |  | 4 | 1 | 6 | 7    | 32.50 |
| 4      | Олександр Арещенко   | Львів       | 2678    |  | 3 | 1 | 7 | 6½   | 34.25 |
| 5      | Мартин Кравців       | Львів       | 2645    |  | 3 | 1 | 7 | 6½   | 30.75 |
| 6      | Андрій Волокитін     | Львів       | 2649    |  | 5 | 3 | 3 | 6½   | 28.25 |
| 7      | Захар Єфіменко       | Мукачево    | 2651    |  | 3 | 2 | 6 | 6    |       |
| 8      | Юрій Кузубов         | Львів       | 2651    |  | 3 | 3 | 5 | 5½   |       |
| 9      | Олександр Ковчан     | Харків      | 2585    |  | 2 | 4 | 5 | 4½   |       |
| 10     | Євген Штембуляк      | Чорноморськ | 2478    |  | 2 | 5 | 4 | 4    |       |
| 11     | Владислав Бахмацький | Харків      | 2446    |  | 1 | 6 | 4 | 3    |       |
| 12     | Олексій Соловчук     | Полтава     | 2409    |  | 0 | 8 | 3 | 1½   |       |